# 토치우드
《토치우드》(Torchwood)는 BBC에서 방영된 드라마다. BBC의 장수 SF 드라마 《닥터 후》를 바탕으로 제작된 스핀오프 드라마로, 영국 웨일스의 항구도시 카디프를 배경으로 영국 왕실 직속 비밀 외계인 연구소 토치우드 3를 배경으로 펼치지는 SF 드라마이다. 이 시리즈의 프로듀서이자 《닥터 후》, 《퀴어 애즈 포크》의 프로듀서인 러셀 T 데이비스는 자신이 맡고 있는 《닥터 후》의 새 시리즈가 좋은 반응을 얻자 평소 기획해 왔던 토치우드 시리즈를 제작하게 되었다.

《닥터 후》는 온 가족이 다함께 볼 수 있는 밝고 가족 취향이지만 그에 반해 《토치우드》는 성인취향이 강해 유혈이 난자한다거나 성적인 내용도 있고 동성애적인 내용이 다수 포함되어있다. 그럼에도 불구하고 토치우드를 이끄는 리더인 캡틴 잭 하크니스를 비롯한 토치우드 구성원들이 외계인과 미스터리적인 일을 해결하는 내용은 《닥터 후》와 다른 또 다른 매력을 느끼게 한다.

제작은 《닥터 후》의 뉴 시리즈를 제작했던 BBC 웨일스가 맡았으며 2006년 10월 22일 BBC Three를 통해 영국에서 처음 방영되었으며 이후 BBC Three, BBC Two를 통해 번갈아가며 HDTV 형식으로 방영하였다. 시즌 3 'Children of Earth'방영 후 2년간 휴방기를 갖다가 시즌 4는 BBC와 미국 Starz가 공동 제작하며, 2011년 7월 8일에 방영했다.

## 방영 목록
| 시즌 | 횟수 | 방영 날짜                                                           | 방영 날짜                                                           |
| 시즌 | 횟수 | 시작일                                                              | 종영일                                                              |
| ---- | ---- | ------------------------------------------------------------------- | ------------------------------------------------------------------- |
| 1    | 13   | 2006년 10월 22일                                                    | 2007년 1월 1일                                                      |
| 2    | 13   | 2008년 1월 16일                                                     | 2008년 4월 4일                                                      |
| 3    | 5    | 2009년 7월 6일                                                      | 2009년 7월 10일                                                     |
| 4    | 10   | 2011년 7월 8일 (미국) 2011년 7월 14일 (영국) 2011년 10월 2일 (한국) | 2011년 9월 9일 (미국) 2011년 9월 15일 (영국) 2011년 12월 4일 (한국) |

- 일부 에피소드들은 닥터 후의 일부 에피소드들과 연동되어 진행되기도 한다.

## 주요 인물
메인 멤버
| 배우                         | 캐릭터                               | 출연 기간 | 출연 에피소드                                                                    |
| ---------------------------- | ------------------------------------ | --------- | -------------------------------------------------------------------------------- |
| 존 배로먼(성우 : 홍진욱)     | 캡틴 잭 하크니스 (Cpt Jack Harkness) | 2006–2011 | "Everything Changes" -                                                           |
| 이브 마일스(성우 : 이선)     | 그웬 쿠퍼 (Gwen Cooper)              | 2006–2011 | "Everything Changes" -                                                           |
| 번 고먼                      | 오언 하퍼 (Owen Harper)              | 2006–2008 | "Everything Changes" - "Exit Wounds"                                             |
| 모리 나오코                  | 토시코 사토 (Toshiko Sato)           | 2006–2008 | "Everything Changes" - "Exit Wounds"                                             |
| 개러스 데이비드로이드        | 얀토 존스 (Ianto Jones)              | 2006–2009 | "Everything Changes" - Children of Earth: "Day Four"                             |
| 카이 오언(성우 : 박영재)     | 리스 윌리엄스 (Rhys Williams)        | 2006–2011 | "Everything Changes" - (시즌3부터 메인 멤버로 편입)                              |
| 메키 파이퍼(성우 : 이광수)   | 렉스 매더슨 (Rex Matheson)           | 2011      | "The New World" -                                                                |
| 앨릭사 하빈스(성우 : 김정아) | 에스터 드러먼드 (Esther Drummond)    | 2011      | "The New World" - "The Blood Line"                                               |
| 빌 풀먼(성우 : 장광)         | 오즈월드 데인스 (Osward Danes)       | 2011      | "The New World" - "The Categories of Life", "End of the Road" - "The Blood Line" |

객원 멤버
| 배우                   | 캐릭터                         | 출연 기간 | 출연 에피소드                              |
| ---------------------- | ------------------------------ | --------- | ------------------------------------------ |
| 프리마 아기에먼        | 마사 존스 (Martha Jones)       | 2008      | "Reset" - "A Day in the Death"             |
| 알린 터(성우 : 문선희) | 베라 후아레스 (Dr Vera Juarez) | 2011      | "The New World" - "The Categories of Life" |

그 외 인물
| 배우                          | 캐릭터                        | 출연 기간 | 출연 에피소드                                                                |
| ----------------------------- | ----------------------------- | --------- | ---------------------------------------------------------------------------- |
| 로런 앰브로즈 (성우 : 오인실) | 질리 키진저 (Jilly Kitzinger) | 2011      | "Rendition" - "The Categories of Life", "End of the Road" - "The Blood Line" |

## 설립 과정
닥터후 시즌 2 에피소드 2 Tooth & Claw(이빨과 발톱)에 토치우드가 설립된 경위가 나온다. 1879년 빅토리아 여왕은 비밀리에 웨일스를 순행하던 중 로버트 매클리시 경의 저택에 머물렀다가 늑대인간 외계인에게 목숨을 위협받는다. 로버트 경의 선친은 여왕의 죽은 남편 앨버트 공과도 교우했던 뛰어난 과학자로서 늑대인간에 대해서도 많은 지식을 갖고 있었다. 닥터는 로버트 경의 선친과 앨버트 공이 늑대인간을 물리치기 위해 저택에 남긴 장치를 이용해 여왕을 구한다. 여왕은 대영제국을 지키기 위해 외계인에 대한 지식이 필요함을 깨닫고 신비로운 현상을 조사하는 비밀 기관을 설립하며, 로버트 경의 선친이 보여준 탐구성을 기리는 의미에서 저택과 영지의 이름을 따 '토치우드'라 명명한다.

## 방영 정보
대한민국에서는 부산, 경남지역의 민영방송사인 KNN이 시즌 1을 HDTV 형식으로 방송하였고, 최근 개국한 경인지역 민영방송사인 OBS가 개국과 함께 KNN에서 판권을 구입해 시즌1을 HDTV 형식으로 방영하였다. 시즌 2는 대전지역 민영방송사인 TJB에서 토요일 오후 4시 30분에 방송되었다. 스카이라이프 BBC 엔터테인먼트 채널에서도 자막방송되었다. FOX채널에서 2010년 시즌1을 세 차례 방영하였고, 2011년부터는 시즌 2 방영을 시작했다. 시즌 4 미라클데이는 KBS 2TV에서 2011년 10월 2일부터 외화시리즈 토치우드 '기적의 날'이라는 제목으로 방영되었다.

## 참고 사항
1. ↑  FOX채널. “FOX채널 편성표”. 2011년 9월 28일에 확인함.[깨진 링크(과거 내용 찾기)]
2. ↑  KBS. “KBS 2TV 2011년 10월 3일 편성표”. 2011년 9월 28일에 확인함.[깨진 링크(과거 내용 찾기)]

## 같이 보기
- 닥터 후
- 사라 제인 어드벤처
- 프라이미벌
- 스타게이트
- 클래스